# Canthidium violaceipenne
Canthidium violaceipenne là một loài bọ cánh cứng trong họ Bọ hung (Scarabaeidae).